# Conrado Co
Conrado Co (* um 1940) ist ein philippinischer Badmintonspieler. 

## Karriere
Conrado Co ist eine der bedeutendsten Persönlichkeiten des philippinischen Badmintonsports der 1960er und 1970er Jahre. Von 1964 bis 1979 war er bei den nationalen Titelkämpfen zweimal im Herreneinzel erfolgreich. Weiterhin erkämpfte er in dieser Zeit elf Doppeltitel. 1969 und 1970 gewann er die offen ausgetragenen nationalen taiwanischen Badmintonmeisterschaften. 1974 startete er bei den Asienspielen.

## Referenzen
- Annual Handbook of the International Badminton Federation, London, 29. Auflage 1971, S. 266–267

| Personendaten    | Personendaten                    |
| ---------------- | -------------------------------- |
| NAME             | Co, Conrado                      |
| KURZBESCHREIBUNG | philippinischer Badmintonspieler |
| GEBURTSDATUM     | um 1940                          |